# Sténio Vincent
Sténio Joseph Vincent, né le 22 février 1874 à Port-au-Prince et mort le 3 septembre 1959 à New York, est un avocat et homme politique haïtien qui est président de la République du 18 novembre 1930 au 15 mai 1941.
En octobre 1930, alors qu'ils étaient toujours sous occupation par les États-Unis, les Haïtiens élisent de nouveaux représentants à l'Assemblée nationale pour la première fois depuis 1918. Ancien maire de la capitale Port-au-Prince, Sténio Vincent est élu à l'unanimité président pour un mandat de quatre ans. Il a obtenu son diplôme de la faculté de droit à l'âge de 18 ans avant de monter à la tête de la Chambre des députés d'Haïti en 1915. Après avoir mené une campagne nationaliste pour la présidence basée sur son opposition farouche à l'occupation américaine d'Haïti, il est rapidement populaire auprès des haïtiens hostiles à l'occupant américain.
De 1915 à 1934, Haïti est occupée par des Marines américains; les États-Unis étant intervenus après la révolution anti-américaine de 1915. En août 1934, le président américain Franklin D. Roosevelt ordonne aux Marines de se retirer ; nonobstant, les États-Unis maintiennent un contrôle fiscal direct jusqu'en 1941.
En 1935, Vincent organise un plébiscite sur l'adoption d'une nouvelle constitution afin de remplacer celle de 1918. Cette dernière prolonge son mandat et rétablit le septennat. Élu pour un mandat de quatre ans, il est réélu pour sept ans en 1935. Le plébiscite approuve aussi un amendement à la constitution afin que les futurs présidents soient élus au suffrage universel (cela ne sera appliqué qu'en 1950). En 1936, Vincent fait dissoudre le Parti communiste.
En octobre 1937, des soldats et des policiers de la République dominicaine massacrent des milliers de travailleurs haïtiens vivant près de la frontière lors du massacre du persil. Par la suite, Vincent bénéficie d'une relation de coopération et de soutien financier avec le gouvernement du président dominicain Rafael Trujillo. Après deux ans de calme relatif à Port-au-Prince, l'incapacité de Vincent à demander justice pour les travailleurs tués déclenche des manifestations dans la capitale. Il porte l'affaire devant le gouvernement dominicain, qui accepte en 1938 d'indemniser les proches des travailleurs tués, l'année suivante.
En 1941, Vincent déclare son intention de ne pas se représenter. Élie Lescot lui succède à la présidence et Vincent quitte la vie politique. Plus-tard, après la mise en place du régime de la dynastie Duvalier en 1957, il s'exile aux États-Unis et s'installe à New York où il meurt en 1959.

## Carrière politique
Fils de Benjamin Vincent et de Iramène Brea, Sténio Vincent est né en 1875 à Port-au-Prince. D'abord avocat dans la capitale, il entre rapidement en politique, d'abord sous l'étiquette du parti national. C'est ainsi qu'il est élu maire de Port-au-Prince en 1907, grâce au soutien du futur président Cincinnatus Leconte. En 1909, il est contraint de démissionner à la demande du président Simon et est remplacé par une commission intérimaire.
Déçu par les nationalistes, il quitte le parti national peu de temps avant la Première Guerre mondiale. Opposé au président pro-américain Vilbrun Guillaume Sam, Vincent soutient l'action de l'ancien président Oreste Zamor et rejoint le camp de l'opposition avec le révolutionnaire Rosalvo Bobo. Après la terrible révolution de 1915, qui oppose pro et anti-américains, Vincent s'exile à La Paz ne soutenant pas l'idéologie nationaliste défendue par Bobo.
Le choc révolutionnaire provoque la guerre des Bananes qui aboutit à une intervention américaine, voulue par le président américain Woodrow Wilson afin de mettre fin à la révolution et de rétablir dans le pays les intérêts des États-Unis.
L'élection du conservateur Philippe Sudre Dartiguenave à la présidence, deux mois après le début de l'occupation, rassure les américains qui souhaitent nouer des alliances solides en Amérique centrale. Vincent revient au pays et est secrétaire d'État de l'Intérieur et des travaux publics en 1916 par Dartiguenave. L'année suivante, il quitte le gouvernement et se fait élire sénateur de l'Ouest en avril.
Opposé à l'occupation, il plaide pour la souveraineté d'Haïti et s'oppose à son ex-allié le président conservateur Louis Borno, successeur de Dartiguenave. Déçu, Vincent quitte le camp des conservateurs.
Après la fin du mandat de Louis Borno, Vincent soutient le nouveau président Louis-Eugène Roy et pousse ce dernier à organiser des élections générales. Sous pression, Roy accepte de démissionner et d'organiser un nouveau scrutin.
Déclaré candidat, Vincent crée son propre parti politique, le Parti républicain haïtien (PRH). Sa principale promesse de campagne est de rendre sa souveraineté au pays et de mettre fin à l'occupation américaine.
Populaire pour son hostilité aux américains, Vincent est élu avec plus de 70 % des voix.

## Président de la République

### Investiture et départ des troupes américaines

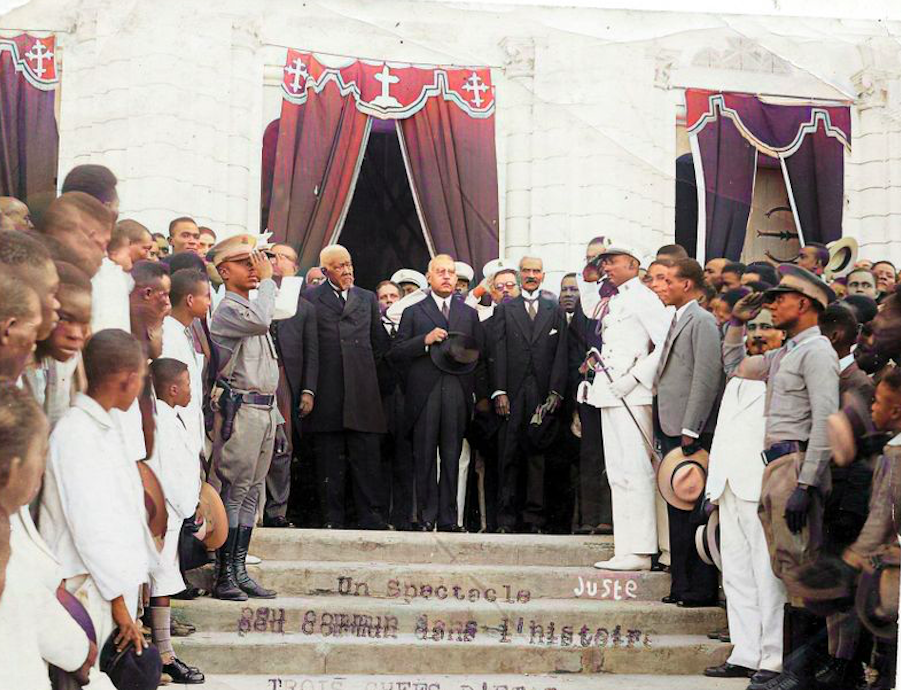
Investiture du président Sténio Vincent le 18 novembre 1930.

La prospérité américaine des années 1920 profita très peu aux Haïtiens, avec une agriculture qui ne se développait que lentement. Quand débuta une profonde crise économique mondiale en 1929, les prix des produits haïtiens se mirent à chuter, exposant un pays très dépendant des marchés internationaux. En 1930 l'élection de Sténio Vincent, opposant aux intérêts américains, change la donne. Son homologue américain le président Herbert Hoover, sentant que l'occupation n'était plus dans les intérêts des États-Unis, institua une commission de réflexion dirigée par William Cameron Forbes. Elle salua les réalisations américaines, mais dressa un tableau réaliste du malaise haïtien: manque d'influence de la classe politique locale, absence de mouvement démocratique structuré et éclairé, pauvreté chronique, illettrisme. Hoover ne prit aucune décision formelle, mais le retrait des troupes avait commencé dans les faits quand lui succéda en 1933 le démocrate Franklin Roosevelt.
Le nouveau président connaissait particulièrement bien le pays pour avoir, en tant que secrétaire assistant à la Marine, participé à la rédaction de la Constitution haïtienne de 1918. Favorable à l'exercice de l'influence américaine par la diplomatie, avec sa "politique de bon voisinage", Roosevelt signa en août 1933 un accord de retrait. Il fallut un an pour que le dernier contingent américain quitte Haïti.

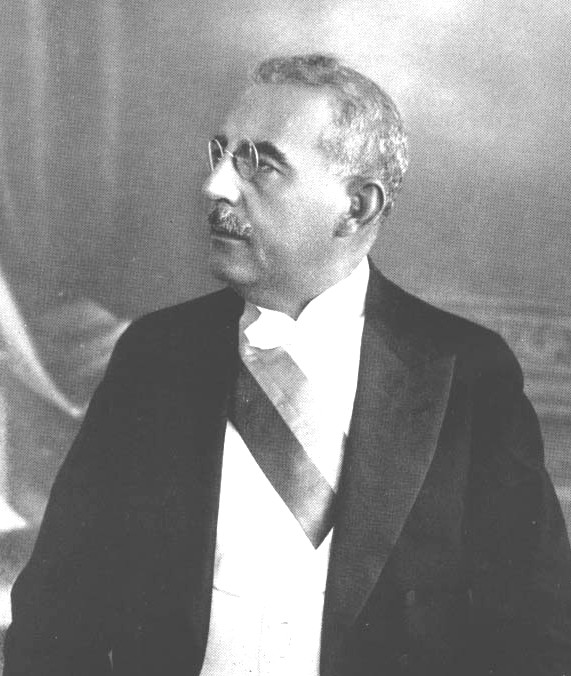
Sténio Vincent (1930).

Les troupes américaines partirent le 21 août 1934. Les États-Unis maintiendront cependant leur contrôle sur les douanes jusqu'en 1946.
En 1935, Katherine Dunham visite Haïti en voyage d'études d'anthropologie missionné par l'université de Chicago: elle abandonne cette discipline et se consacre à la danse.

### Réformes constitutionnelles
Après avoir obtenu le départ des américains et la fin de l'occupation, Vincent s'empresse d'entamer de nouvelles réformes constitutionnelles tout en mettant en place une nouvelle Constituante. fait alors approuver une nouvelle Constitution, ratifiée par le référendum du 2 juin 1935, qui lui accorde un second mandat de cinq ans (titre XIV) et accroît ses pouvoirs. L'urgence pour lui est d'abrogé la constitution de 1918, copiée sur la constitution américaine. L'un des points importants de cette constitution était le mandat du président de la République qui, comme celui du président américain, était de quatre ans alors que de 1870 à 1918 le mandat présidentiel était de sept ans. La nouvelle constitution promulguée par Vincent rétablit le septennat et met également en vigueur l'élection du chef de l'État au suffrage universel. L'Assemblée nationale enregistre la nouvelle constitution mais refuse la mise en place d'un suffrage universel. Il faudra attendre jusque dans les années 1950 pour que ce dernier soit accepter par l'unanimité.
En 1934, Vincent met fin, par décret, à la loi d'exil frappant les membres de l'ex-famille impériale, descendants de l'empereur Faustin Ier. Cette mesure, longtemps impopulaire, n'avait plus tellement d'importance pour les haïtiens.
Le début des années 30 et la fin de l'occupation permet l'émergence d'une nouvelle idéologie venue d'Europe, le communisme. En 1934, le parti communiste est ainsi proclamé avec parmi ses chefs l'écrivain Jacques Roumain.
Le 2 juin 1935, le mandat de quatre ans de Vincent s'achève. Il est réélu, en vertu de la nouvelle constitution, pour un mandat de sept ans.

### Relations avec la République dominicaine

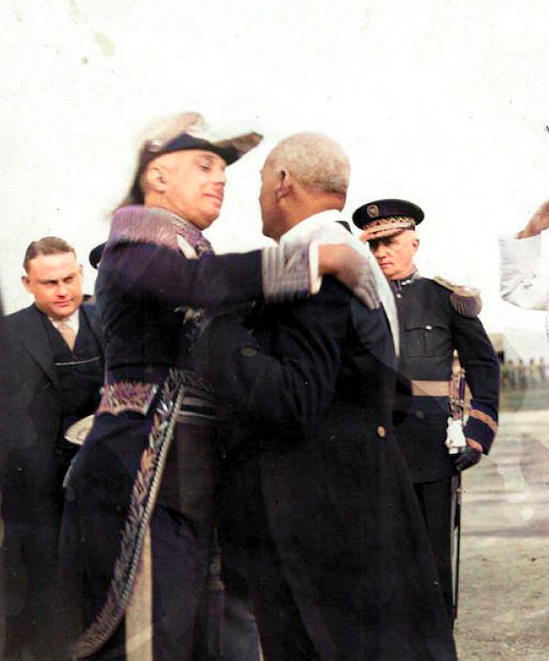
Accolade entre Rafael Trujillo et Sténio Vincent lors d'une entrevue.

En novembre 1931, Vincent s'opposa ouvertement au coup d'État du général Rafael Trujillo en République dominicaine et apporta son soutien au président renversé, Horacio Vásquez. Trujillo prend le pouvoir et se fait élire président. Trois semaines après son investiture, l'ouragan San Zenon (en) frappe Saint-Domingue et fait 3 000 morts. Avec les dons de la Croix-Rouge américaine, Trujillo reconstruit la ville. Le 16 août 1931, pour le premier anniversaire de son investiture, Trujillo fait du Parti dominicain le seul parti autorisé en République dominicaine. En 1934, Trujillo est réélu face à une opposition totalement laminée. En 1936, il fait renommer Santo-Domingo en Ciudad Trujillo et la province de San Cristóbal est rebaptisée Trujillo ; enfin, le Pico Duarte, plus haute montagne de la Caraïbe nommée ainsi en l'honneur du père de la patrie dominicaine Juan Pablo Duarte est rebaptisé Pico Trujillo. De nombreuses statues sont élevées en l'honneur du Jefe, les églises doivent proclamer : Dios en cielo, Trujillo en tierra ((es) : Dieu au Ciel, Trujillo sur Terre).
Le 2 octobre 1937, Trujillo ordonne le massacre des Haïtiens, connu sous le nom de Massacre du Persil, à l'ouest de la République dominicaine. De 15 000 à 30 000 Haïtiens travaillant dans les champs de cannes sont tués, pour beaucoup d'entre eux à la machette. Durant les dizaines d'années pendant lesquelles un grand nombre d'Haïtiens travaillaient dans les champs de canne à sucre au profit des compagnies sucrières américano-dominicaines, la xénophobie se développa chez certains Dominicains. Un jour, le président de la République dominicaine, Rafael Trujillo, déclara qu’il fallait régler ce problème et l’ordre de mise-à-mort fut donné. Pendant près d'une semaine, du 2 au 8 octobre 1937, les Haïtiens vont être tués avec des fusils, des machettes, des gourdins et des couteaux par les troupes dominicaines, des civils dominicains et des membres des autorités politiques locales dominicaines. Pour augmenter le nombre de morts en empêchant les Haïtiens de fuir le pays, le pont principal entre la République dominicaine et Haïti, sur la rivière Dajabon, a été fermé.
La frontière entre Haïti et la République dominicaine est fermée et un filtrage des Haïtiens est instauré. Le régime tente de justifier cette atrocité arguant du prétexte de la peur des infiltrations ; en réalité Trujillo croit que le gouvernement haïtien de Sténio Vincent coopère avec des Dominicains en exil pour le renverser.
En fin de compte, le président américain Franklin D. Roosevelt et le président haïtien Sténio Vincent ont demandé des indemnités à la hauteur de 750 000 dollars, dont seulement 525 000 dollars (8 031 279 dollars en 2011) n'ont jamais été payés ; soit 30 dollars par victime. Après des pressions des États-Unis, Trujillo accepte d'indemniser Haïti.

### Programme nationaliste

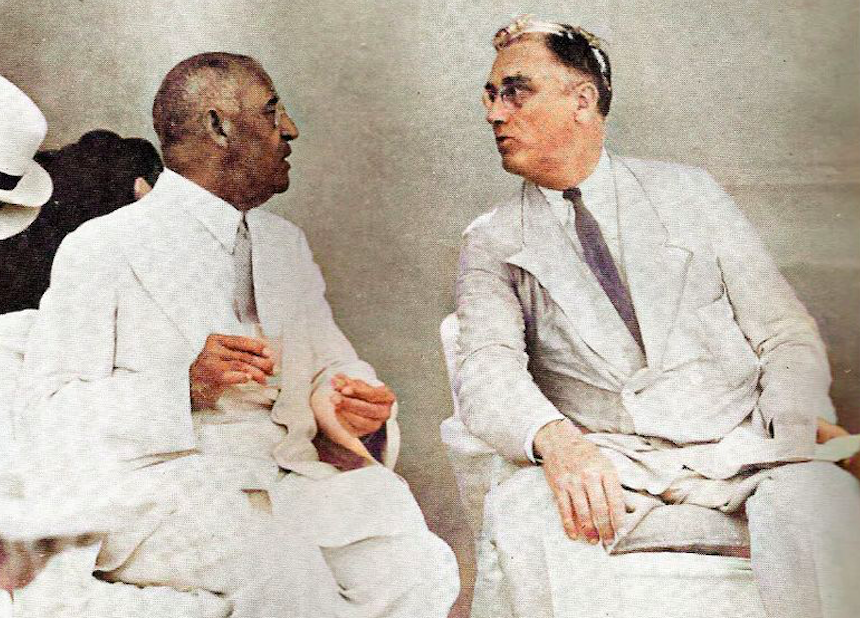
Sténio Vincent et Franklin Roosevelt.

Après sa réélection, Vincent constate la dangereuse montée du communisme et d'autres mouvements de gauche radicale. Le changement de constitution fut bénéfique pour Vincent qui put ainsi en 1936 dissoudre le parti communiste. La Gauche radicale ne reviendra en politique qu'après le début des années 40.
Proche du président américain Franklin Roosevelt, Vincent refuse cependant, au début de la Seconde Guerre mondiale, de déclarer la guerre aux côtés des alliés. Vers la fin de son mandat, il s'éloigne de la ligne politique de Roosevelt.
Haïti est resté neutre pendant la guerre jusqu'au bombardement de Pearl Arbor. Ainsi, fin 1941, Haïti déclare la guerre au Japon (8 décembre), à l'Allemagne nazie (12 décembre), à l'Italie (12 décembre), à la Bulgarie (24 décembre), à la Hongrie (24 décembre) et à la Roumanie (24 décembre). Sur ces six pays de l' Axe, seule la Roumanie a fait la même chose, déclarant la guerre à Haïti le même jour (24 décembre 1941). Haïti a fourni des vivres aux forces alliées et a accueilli un détachement de la Garde côtière américaine mais n'a pas fourni de troupes, mais cinq Haïtiens de la Force aérienne haïtienne ont été intégrés dans l'armée américaine (division des aviateurs de Tuskegee) et ont combattu pendant la guerre.

## Fin de carrière et exil

Sténio Vincent en visite à Washington avec Élie Lescot.

Le 15 mai 1941, le mandat de Vincent s'achève. La constitution lui interdisant le droit d'en briguer un troisième, il se retire. C'est l'un de ses anciens ministres et partisan, Élie Lescot qui lui succède. La passation de pouvoir a lieu un mois plus-tard, le 15 mai 1941. Vincent quitte le Palais national après presque 11 ans de présidence.
Après avoir quitté le pouvoir, Vincent, loin des intrigues politiques, conserve le poste de président d'honneur de son parti. Après la fin de la Seconde Guerre mondiale, il continue de soutenir la politique de Lescot, jusqu'à la démission de ce dernier en janvier 1946.
Lors de l'élection présidentielle de 1950, Vincent soutient le colonel Paul Magloire, qui remporte le scrutin dès le premier tour. Au terme de son mandat, en décembre 1956, Magloire dut s’exiler devant l’ampleur des grèves. L’année 1957 fut troublée de putschs, attentats et scandales. Le président provisoire Daniel Fignolé fut défait par le chef de l’armée qu’il avait nommé lui-même un mois plus tôt. En septembre 1957, l’armée organisa des élections : le nationaliste noiriste François Duvalier, dit «Papa Doc», fut élu président de la République.
Dès le départ, François Duvalier imposa une politique répressive en éloignant les officiers peu fiables de l’armée, en interdisant les partis d’opposition, en instaurant l'état de siège et en exigeant du Parlement l’autorisation de gouverner par décrets (31 juillet 1958). Par la suite, il prononce la dissolution du Parlement.
Après la prise de pouvoir de Duvalier et l'avènement de la dictature, Vincent quitta le pays comme de nombreux autres personnalités politiques et appela à la résistance. Il meurt en exil à New York en 1959. Son corps est rapatrié à Haïti en 1990.